# São Bartolomeu dos Galegos e Moledo
São Bartolomeu dos Galegos e Moledo (officiellement: União das Freguesias de São Bartolomeu dos Galegos e Moledo, Union des paroisses civiles de São Bartolomeu dos Galegos et Moledo en français) est une paroisse civile portugaise dans la municipalité de Lourinhã. La paroisse possède une population de 1 483 habitants et une superficie de 19,92 km2 (2011).
São Bartolomeu dos Galegos e Moledo est composée de plusieurs lieux-dits : Paço, Carqueija, Pena Seca, Feteira, Casal da Galharda, Reguengo Pequeno, Casal Caldeira, Casal de São Domingos, le centre de São Bartolomeu ainsi que le centre de Moledo.

## Histoire
La paroisse a été créée en 2013 et mise en place au mois de mai de la même année, par la réforme de l'administration nationale. De ce fait, les paroisses civiles de São Bartolomeu dos Galegos et Moledo ont fusionné.

## Géographie

### Localisation
La paroisse civile de São Bartolomeu dos Galegos e Moledo est située dans la région Centre, au nord-ouest de Lisbonne ainsi qu'à l'extrémité nord-ouest du district de Lisbonne. La paroisse est située à 78,5 kilomètres au nord de Lisbonne, à 79,4 kilomètres au sud-ouest de Leiria et à 6,6 kilomètres au nord-est de Lourinhã.
São Bartolomeu possède un miradouro, ce qui permet d'avoir une grande vue sur la ville de Lourinhã.
La paroisse est bordée par un autre district, le district de Leiria, avec les paroisses de Atouguia da Baleia et de Serra d'El-Rei. São Bartolomeu dos Galegos est aussi au nord de la commune de Lourinhã, bordée par les paroisses civiles de Moita dos Ferreiros, Reguengo Grande et Lourinhã.
| Atouguia da Baleia | Atouguia da Baleia Serra d'El-Rei   | Reguengo Grande     |
| Lourinhã           | São Bartolomeu dos Galegos e Moledo | Reguengo Grande     |
| Lourinhã           | Lourinhã Moita dos Ferreiros        | Moita dos Ferreiros |

### Voies de communication et transports

Plan de São Bartolomeu

La ville est traversée par la route nationale 247-1, qui permet à ses utilisateurs de relier la voie rapide portugaise IP6 à Peniche et l'Autoroute A8 à Bombarral. Une route secondaire, qui prolonge la route municipale 571, permet de relier le centre de la paroisse civile de Lourinhã à Serra d'El-Rei, via Paço.
La paroisse est également traversée par une ligne de bus qui relie la paroisse civile de Lourinhã et Bombarral, et permet de se rendre à Lisbonne, via le Centro Coordenador de Transportes de Lourinhã et vers l'Europe (Eurolines), via le Central de Camionagem de Bombarral.
Les autres localités de la paroisse sont également desservies par des lignes de bus. Il existe également une ligne scolaire qui permet de rejoindre les établissements scolaires à Lourinhã.